# Вест-Лампітер Тауншип (округ Ланкастер, Пенсільванія)
Вест-Лампітер Тауншип (англ. West Lampeter Township) — селище (англ. township) в США, в окрузі Ланкастер штату Пенсільванія. Населення — 17 383 особи (2020).

## Демографія
Згідно з переписом 2010 року, у селищі мешкало 15 209 осіб у 6295 домогосподарствах у складі 4283 родин. Було 6699 помешкань
Расовий склад населення:
| - 95,4 % — білих - 1,4 % — азіатів - 0,9 % — чорних або афроамериканців - 0,1 % — корінних американців |

До двох чи більше рас належало 1,2 %. Частка іспаномовних становила 3,1 % від усіх жителів.
За віковим діапазоном населення розподілялося таким чином: 21,3 % — особи молодші 18 років, 50,0 % — особи у віці 18—64 років, 28,7 % — особи у віці 65 років та старші. Медіана віку мешканця становила 48,3 року. На 100 осіб жіночої статі у селищі припадало 88,9 чоловіків;  на 100 жінок у віці від 18 років та старших — 85,3 чоловіків також старших 18 років.
Середній дохід на одне домашнє господарство  становив 78 771 долар США (медіана — 67 590), а середній дохід на одну сім'ю — 91 282 долари (медіана — 79 086). Медіана доходів становила 56 638 доларів для чоловіків та 38 972 долари для жінок. За межею бідності перебувало 4,8 % осіб, у тому числі 5,9 % дітей у віці до 18 років та 4,4 % осіб у віці 65 років та старших.
Цивільне працевлаштоване населення становило 6691 особа. Основні галузі зайнятості: освіта, охорона здоров'я та соціальна допомога — 28,1 %, виробництво — 13,8 %, роздрібна торгівля — 12,2 %.